# مديرية الأمن العام (الأردن)
مديرية الأمن العام الأردنية هي مديرية الأمن العام في المملكة الأردنية الهاشمية التي تقع تحت سلطة وزراة الداخلية، وهي الجهاز المسؤول عن الأمن في الأردن، يتفرع منه ست قيادات أمن أقليم; قيادة أمن إقليم العاصمة، الشمال، الوسط، الجنوب، العقبة، وقيادة قوات البادية الملكية. ظل الأمن العام جزءاً من القوة العسكرية التي أسسها الملك عبد الله الأول بن الحسين عام 1921 حتى عام 1956م، حينما صدر قانون يقضي بفصل قوات الأمن عن الجيش، فتم ضمه لوزارة الداخلية، وفي عام 1965 م صدر قانون الأمن العام رقم 38 الذي نظم الجهاز. كان علي الشرايري وعرف باسم مشاور الأمن والانضباط، وكانت قوة الأمن تتألف من قوة الدرك وكتيبة الدرك الاحتياط والكتيبة النظامية، وقوة الهجانة.
عام 1930م تم تجنيد عدد من رجال البدو لتشكيل قوة تحفظ الأمن في البادية الأردنية وسميت باسم قوة البادية بقيادة الجنرال كلوب باشا. يتولى الجناح العسكري جامعة مؤتة تحديداً في جناحها العسكري تخريج العديد من الضباط يتخرج برتبة ملازم ثاني، عبر دراسة العلوم الشرطية.
عام 2019 تم دمج قوّات الدرك ومديرية الدفاع المدني ضمن مديرية الأمن العام، قانون الأمن العام رقم (14) لعام 2020م وبذلك تكون قد توحّدت الأجهزة الأمنية الثلاثة تحت مسمى مديرية الأمن العام وأصبحت قوّات الدرك والدفاع المدني تشكيلات تحت قيادة، حيث تم دمج 99 وحدة في المديريات الثلاثة

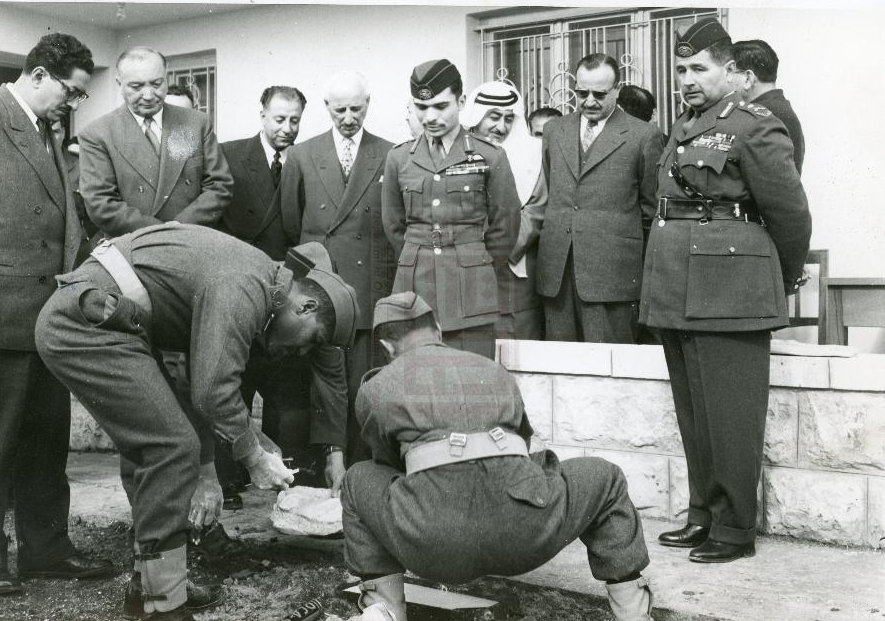
الملك الحسين بن طلال يرعى تأسيس مديرية الأمن العام الأردني في كانون أول 1956

## الإدارات

### الإدارة الملكية لحماية البيئة والسياحة
إدارة تنفيذية ترتبط فنياً بوزارة البيئة ووزارة السياحة والآثار وعدد من الجهات المعنية بحماية البيئة والسياحة، استُحدثت بالمسمى الحالي بعد إعادة هيكلة ودمج لكلا من إدارة الشرطة السياحية والإدارة الملكية لحماية البيئة بتاريخ 9 مارس 2020، تُعنى الإدارة بالمساهمة في تحقيق الأمن البيئي والسياحي والمحافظة على الأنظمة البيئية من خلال إنفاذ القانون ونشر الوعي والثقافة البيئية والسياحية ودعم السياحة.

### إدارة ترخيص السواقين والمركبات
شاركت إدارة ترخيص السواقين والمركبات الحائزة على الجائزة الذهبية في جائزة الملك عبد الله الثاني للتميز والشفافية وهي ارفع جائزة على مستوى المملكة إضافة إلى تنفيذ نظام لوحات أرقام المركبات الجديد والذي تم البدء به بتاريخ 29/4/2007، وتستمر الإدارة بتنفيذ مشروع حوسبة الفحص النظري لطالبي رخص القيادة بهدف توفير عاملي السرعة والدقة في إجراء الفحص النظري وتحسين فعاليات الضبط والرقابة عليها لضمان الموضوعية والشفافية والعدالة لجميع المتقدمين لهذا الفحص لعدم إمكانيه أي تدخل للعنصر البشري في أي من مراحل الفحص.

### إدارة المشتريات
ونظرا لطبيعة التجدد المستمر في ظروف العمل الأمني وما يقتضيه ذلك من ضرورة لتسريع الأداء والحصول وبشكل سريع ومستمر للحصول على الآليات والأدوات والمعدات والأجهزة الفنية اللازمة لإدامة العمل الشرطي بصورة احترافية تمكن رجل الأمن من أداء واجباته على الوجه الأكمل فقد تم استحداث إدارة المشتريات كوحدة إدارية مستقلة واجبها تنفيذ السياسة الشرائية لمديرية الأمن العام والقائمة على تزويد الأمن العام بكافة احتياجاته وبأفضل المواصفات توفيرا ً للجهد والوقت وتسريعا ً في الحصول على كل ما هو ضروري وضبطا ً للعمليات الشرائية من خلال جهة واحدة بما يحفظ حقوق الموردين ويسهل معاملاتهم.

## الوحدات التابعة

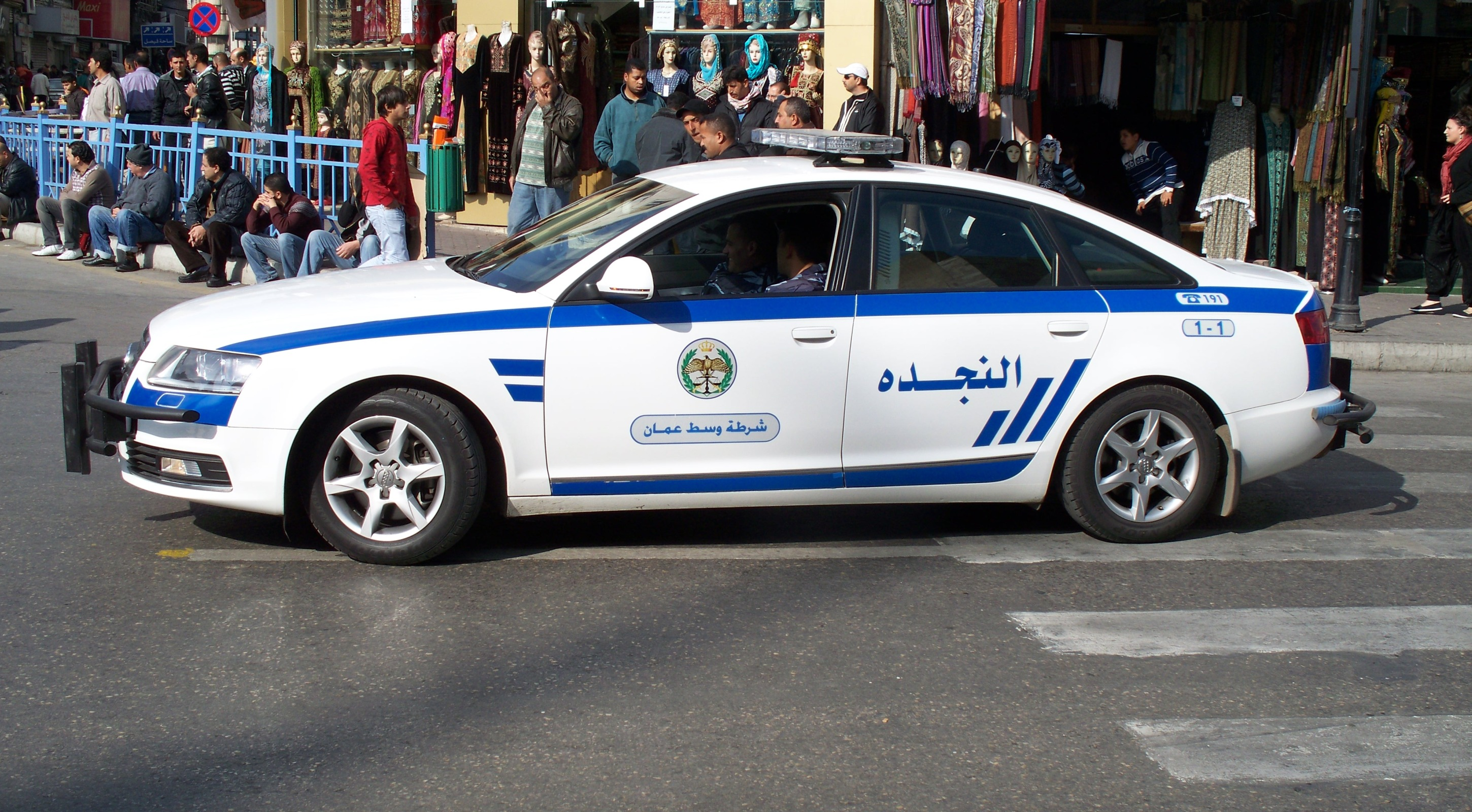
سيارة شرطة تابعة لمديرية شرطة وسط عمان

### وحدة أمن وتشجيع الاستثمـار
تم استحداث هذه الوحدة بتاريخ 1/10/2005 لتقديم الخدمات الأمنية المختلفة للمستثمرين بدءا«من الموافقات الأمنية والتراخيص وانتهاء» بمتابعة شؤون المستثمرين في المملكة سواء تعلقت باشخاصهم أو عوائلهم أو استثماراتهم. وقد تم ربط هذه الوحدة بإدارة الأمن الوقائي لتفعيل دورها بشكل يلبي احتياجات المستثمرين ويمكنها من الاستفادة من الإمكانيات المادية والبشرية لإدارة الأمن الوقائي.

### الأكواخ الأمنية
تم استحداث عدد من الأكواخ الأمنية خلال العام 2005 بهدف زيادة التواجد الأمني وتقديم الخدمة للمواطنين بالسرعة الممكنة، وتسعى مديرية الأمن العام إلى تغطية كافة محافظات المملكة بتلك الاكواخ الأمنية وخاصة في المناطق المكتظة بالسكان والحركة المرورية وفي الاسواق التجاريـة.

### المحطات الأمنية
استحدثت في العام 2005 وهي عبارة عن نقاط أمنية تنتشر على الطرق الخارجية وتهدف إلى نشر الأمن والطمأنينة بين مستخدمي هذه الطرق من المواطنين والسياح والزوار، كما تقوم هذه المحطات بتقديم الخدمات والمساعدات الإنسانية وخدمـــــة الطوارئ مثل الإسعاف والإنقاذ والإطفاء.

### إذاعة أمن إف أم
تبث إذاعة أمن إف أم عبر تردد 89.5، غايتها نشر التوعية الأمنية للمواطنين والتفاعل مع آرائهم واقتراحاتهم وترسيخ المفاهيم الأمنية لديهم.

### جناح الأمن العام الجوي
كان تأسيس الجناح الجوي للأمن العام في عام 1988 تم تزويده بثلاث طائرات ما زالت تعمل لغاية الآن، وزودت بأربع طائرات هيلوكبتر فيما بعد. تمتاز هذه الطائرات بصغر حجمها وفعاليتها وتعدد مهامها وقدرتها على العمل في مختلف الظروف الجوية وعلى مدار الساعة وذلك لاستخدامها للأجهزة المتطورة في الاتصالات والملاحة.

### قيادة قوات الأمن الخاصة
تم أستحداث قيادة قوات الأمن الخاصة والتي تضم أربعة ألوية إضافة لوحدة الأمن (14) وتشمل هذه الالوية على مجموعة من الكتائب وتعتبر هذه الوحدات من أكثر الوحدات تدريباً وتجهيزاً نظراً لطبيعة المهام التي تقوم بها.

### مدينة الملك عبد الله الثاني بن الحسين التدريبية
افتتحت مدينة الملك عبد الله الثاني ابن الحسين التدريبية بتاريخ 2 مايو 2007 في الموقر التي تعد مركزا تدريبيا شاملا لمرتبات الأمن العام ضباطاً وأفرادا تضم خمسة منشآت تدريبية هي; مدرسة تأهيل الضباط، ومدرسة الأمير غازي بن محمد لتدريب ضباط الصف، ومدرسة الأمير حسين بن عبد الله لتدريب الشرطة المستجدين، ومعهد اللغات والحاسوب ومركز العلوم الأمنية والجنائية، واتبع للمدينة التدريبية معهد تدريب الشرطة النسائية.

### المكتب الإعلامي
استحدث المكتب الإعلامي عام 2005 ويتبع لإدارة العلاقات العامة والتوجيه المعنوي والذي كان من أبرز مهامه التعامل مع الأحداث الخاصة بالأمن العام والتي تهم الرأي العام، وتوفير قاعدة معلومات خاصة بالإعلاميين للتسهيل عليهم في الوصول للمعلومة المناسبة عن الأحداث المختلفة.

## مديرو الأمن العام
| الاسم                    | من   | إلى       |
| ------------------------ | ---- | --------- |
| بهجت طبارة               | 1956 | 1957      |
| كريم أوهان               | 1957 | 1957      |
| محمد المعايطة            | 1958 | 1960      |
| محمد هاشم                | 1960 | 1962      |
| حكمت مهيار               | 1962 | 1964      |
| راضي العبد الله الخصاونة | 1964 | 1965      |
| معن أبو نوار             | 1965 | 1967      |
| محمد رسول الكيلاني       | 1968 | 1969      |
| عزت قندور                | 1969 | 1970      |
| زهير مطر                 | 1970 | 1970      |
| عبد المجيد الشريدة       | 1970 | 1971      |
| أنور محمد                | 1971 | 1976      |
| غازي عربيات              | 1976 | 1979      |
| مأمون خليل               | 1979 | 1981      |
| محمد إدريس دودوخ         | 1981 | 1984      |
| ذياب يوسف                | 1984 | 1985      |
| عبد الهادي المجالي       | 1985 | 1989      |
| فاضل علي فهيد            | 1989 | 1993      |
| عبد الرحمن العدوان       | 1993 | 1996      |
| نصوح محي الدين           | 1996 | 2000      |
| ظاهر فهد الفواز          | 2000 | 2002      |
| تحسين شردم               | 2002 | 2004      |
| محمد العيطان             | 2004 | 2007      |
| مازن تركي القاضي         | 2007 | 2010ً      |
| حسين هزاع المجالي        | 2010 | 2013      |
| توفيق الطوالبة           | 2013 | 2015      |
| عاطف سلامة السعودي       | 2015 | 2017      |
| أحمد سرحان الفقيه        | 2017 | 2018      |
| فاضل محمد الحمود         | 2018 | 2019      |
| حسين الحواتمة            | 2019 | 2022      |
| عبيد الله المعايطة       | 2022 | في المنصب |

## المركبات
بعض المركبات المستخدمة من قبل الجهاز:
| اسم المركبة           | الصورة |
| --------------------- | ------ |
| أودي إي6              |        |
| فورد كراون فكتوريا    |        |
| دودج تشارجر           |        |
| كيا سيراتو            |        |
| شيفروليه تريل بلايزر  |        |
| جي إم سي إنفوي        |        |
| فولكس فاجن ترانزبورتر |        |
| فورد توريس            |        |
| فورد إكسبلورر         |        |
| تويوتا هايس           |        |
| مازدا 3               |        |
| أودي إي4              |        |
| ميتسوبيشي إل200       |        |
| ميتسوبيشي باجيرو      |        |
| سوزوكي غراند فتارا    |        |
| تويوتا لاند كروزر     |        |
| ميتسوبيشي لانسر       |        |
| فورد F-450            |        |
| بيجو بوكسر            |        |
| MD 500                |        |

## تطبيق القانون

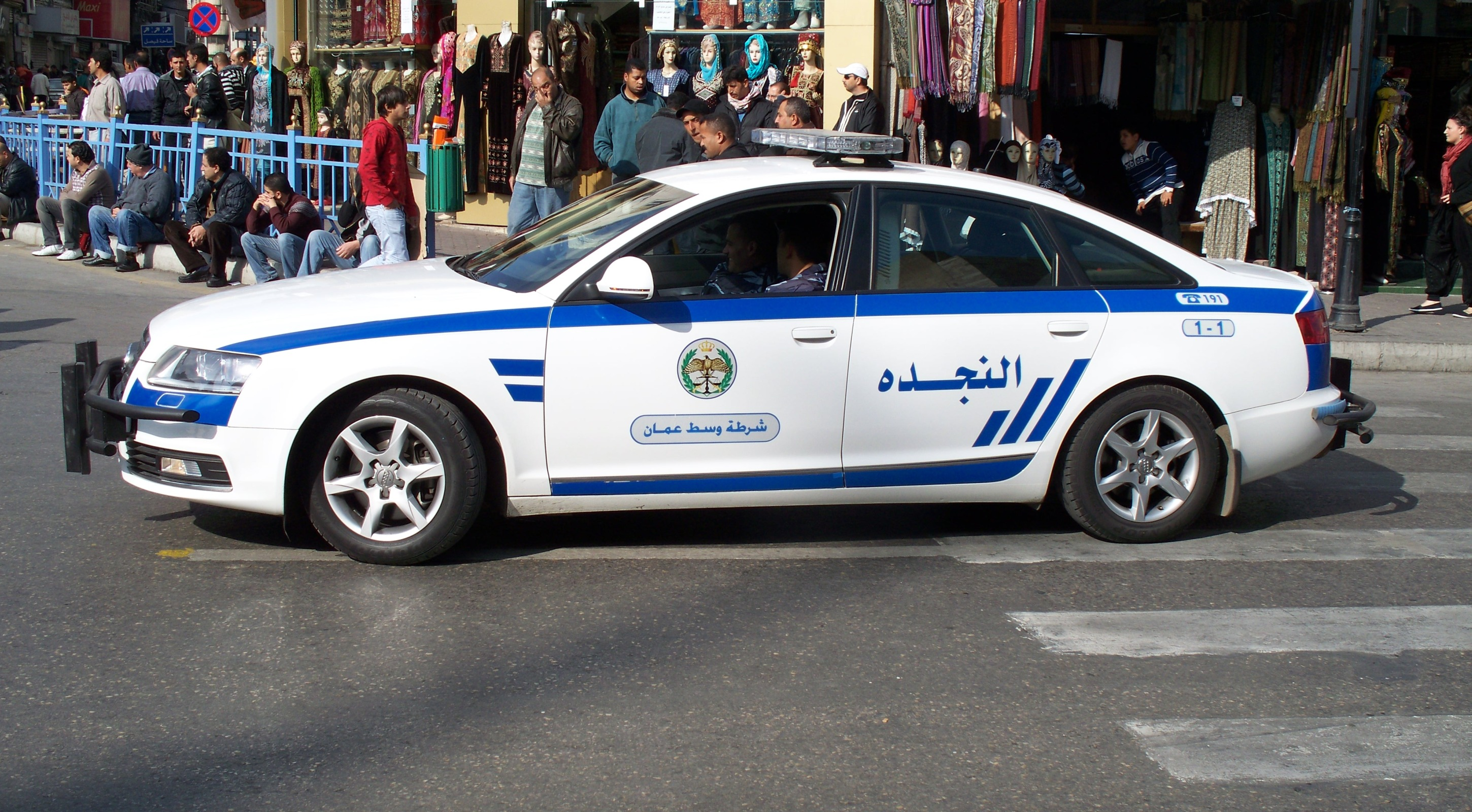
سيارة أمن عام من طراز أودي تابعة لمركز شرطة وسط عمان

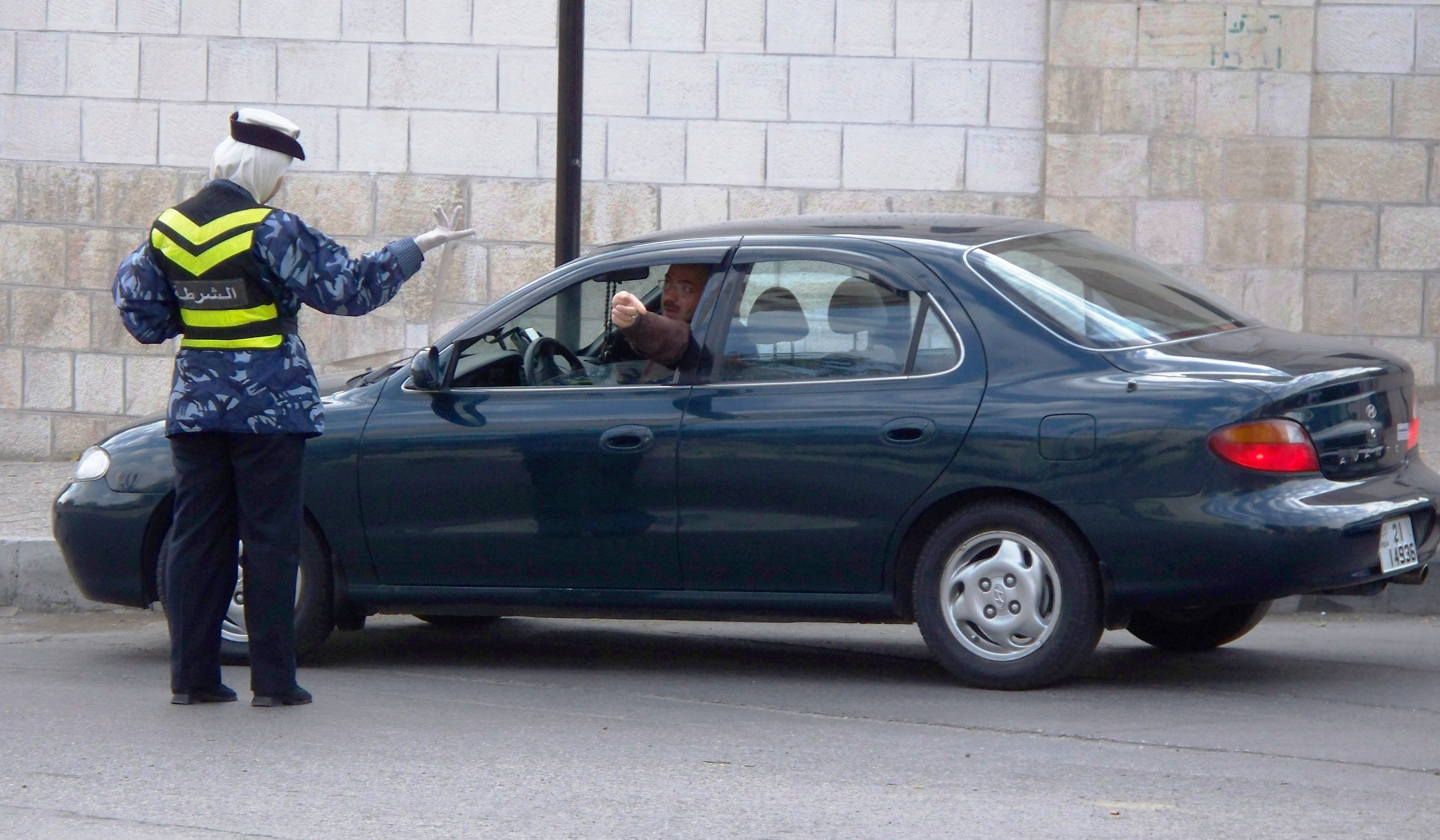
ضابطة شرطة في عمان

يخضع إنفاذ القانون في الأردن لسلطة مديرية الأمن العام (التي تضم حوالي 40,000 شخص). وتخضع الشرطة الوطنية الأردنية لمديرية الأمن العام التابعة لوزارة الداخلية. تم تنظيم أول قوة شرطة في الأردن بعد سقوط الإمبراطورية العثمانية في 11 أبريل 1921. تم تعيين علي خلقي باشا الشريري كقائد أول لقوات الأمن وكمستشار للأمن القومي في حكومة شرق الأردن. تألفت أول قوة للأمن الأولى في الأردن من كتيبة الدرك، وفوج الدرك، وفوج الاحتياط، والقوات النظامية، وقوة الدوريات الصحراوية. حتى عام 1956 تم تنفيذ مهام الشرطة بالكامل من قبل الفيلق العربي وقوة الحدود الشرقية الأردنية. تم إنشاء مديرية الأمن العام بعد تعريب قيادة الجيش العربي عام 1956
احتلت أجهزة إنفاذ القانون في الأردن المرتبة 24 في العالم و4 في الشرق الأوسط من حيث موثوقية خدمات الشرطة في تقرير التنافسية العالمية. كما احتل الأردن المركز الثالث عشر في العالم والثالث في الشرق الأوسط من حيث منع الجريمة المنظمة.
يزداد عدد ضابطات الشرطة في الأردن ففي عام 1972 كانت أول دولة عربية تقدم الإناث إلى قوات الشرطة هي الأردن، وارتفع بعدها عدد النساء الشرطيات في الأردن من 6 نساء في عام 1972 إلى أكثر من 3500 امرأة في عام 2012.
أنشأت مديرية الأمن العام مركزا لتدريب الشرطة في الموقر يدرب سنويا عدة آلاف من أفراد قوات الشرطة من الدول العربية المجاورة، بما في ذلك؛ فلسطين، والعراق، ودول مجلس التعاون الخليجي. وهناك مركز آخر أنشأته الأميرة بسمة متخصصة في تدريب النساء، ويعلم المشاركين عن تفاصيل قانون العقوبات الأردني وقوانين الدفاع المدني والأمن العام والتدريب على اللياقة البدنية ومهارات القتال والدفاع. يقع مقر مديرية الأمن العام في عمان حيث يوجد لديها نظام مركزي يخدم جميع المناطق في الأردن، ويهدف إلى الحفاظ على السلامة العامة من خلال دمج المعدات الحديثة.